# Aloe spicata
Aloe spicata é uma espécie de liliopsida do gênero Aloe, pertencente à família Asphodelaceae.